# LPGA Tour 2025
Navigation
Édition précédente Édition suivante
Le LPGA Tour 2025 est la soixante-seizième édition du Ladies Professional Golf Association Tour (LPGA), circuit professionnel féminin de golf, qui se déroule du 30 janvier 2025 au 23 novembre 2025 principalement aux États-Unis.  Axée sur les États-Unis, la LPGA prend en compte également des tournois qui se déroulent hors des frontières américaines, ainsi cette saison voit des tournois programmés en Thaïlande, à Singapour, au Mexique, en France, en Écosse, au pays de Galles, au Canada, en Chine, en Corée du Sud, en Malaisie et au Japon. Cette soixante-seizième édition de ce circuit permet de proposer un certain nombre de tournois professionnels destinés aux femmes en dehors des compétitions amateurs. La volonté de la professionnalisation des golfeuses leur permet désormais de gagner de l'argent en jouant au golf.
Il s'agit en 2025 du circuit hégémonique du golf féminin qui se déroule principalement aux États-Unis. Les autres circuits concurrentiels sont la Ladies European Tour (circuit européen), le LPGA of Japan Tour (circuit japonais), le LPGA of Korea Tour (circuit sud-coréen) et le WPGA Tour of Australasia (circuit océanique).
Cette saison comporte trente-trois tournois, soit autant qu'en 2023, auxquels sont insérées des dotations financières en fonction du résultat de la golfeuse. Cinq de ces tournois sont considérés comme « tournoi majeur » - le Championnat Chevron, le Championnat de la LPGA, l'Open américain, le Championnat Amundi Evian et l'Open britannique - et sont considérés comme les plus prestigieux et difficiles à remporter.

## Histoire
Pour l'organisation de cette soixante-seizième édition, la majorité des tournois se disputent aux États-Unis. Comme la saison précédente, la LPGA décide d'organiser des tournois hors des frontières des États-Unis avec la tenue de tournois programmés en Thaïlande, à Singapour, au Mexique, en France, en Écosse, au pays de Galles, au Canada, en Chine, en Corée du Sud, en Malaisie et au Japon. Le plateau est composé de golfeuses autant américaines que non-américaines. Le saison débute par le Tournoi des Champions d'Hilton Grand Vacations remporté par la Sud-coréenne Kim A-lim.

## Calendrier de la saison 2025
L'édition 2025 se déroule du 30 janvier 2025 au 23 novembre 2025. La tableau suivant présente tous les tournois programmés pour la saison 2025. Les chiffres entre parenthèses correspondent au nombre de victoires remportées au moment de la victoire de la golfeuse audit tournoi remporté. Les tournois majeurs sont indiqués en gras.
| Date       | Tournoi                                                 | Catégorie      | Dotation (US$) | Vainqueur individuel  | WWGR points |
| ---------- | ------------------------------------------------------- | -------------- | -------------- | --------------------- | ----------- |
| 02/02/2025 | Hilton Grand Vacations Tournament of Champions, Floride |                | 2 000 000 $    | Kim A-lim (3)         | 31          |
| 09/02/2025 | Founders Cup, Floride                                   |                | 2 000 000 $    | Yealimi Noh           | 46          |
| 23/02/2025 | Honda LPGA Thailand, Thaïlande                          |                | 1 700 000 $    | Angel Yin (2)         | 46          |
| 02/03/2025 | HSBC Women’s Champions, Singapour                       |                | 2 400 000 $    | Lydia Ko (23)         | 53          |
| 09/03/2025 | Blue Bay LPGA, Chine                                    |                | 2 500 000 $    | Rio Takeda (2)        | 26          |
| 30/03/2025 | Ford Championship, Arizona                              |                | 2 250 000 $    | Kim Hyo-joo (7)       | 68          |
| 06/04/2025 | T-Mobile Match Play, Nevada                             |                | 2 000 000 $    | Madelene Sagström (2) | 56          |
| 20/04/2025 | JM Eagle LA Championship, Californie                    |                | 3 750 000 $    | Ingrid Lindblad       | 56          |
| 27/04/2025 | Championnat Chevron, Texas                              | Tournoi majeur | 8 000 000 $    | Mao Saigo             | 100         |
| 04/05/2025 | Black Desert Championship, Utah                         |                | 3 000 000 $    | Ryu Hae-ran (3)       | 50          |
| 11/05/2025 | Mizuho Americas Open, New Jersey                        |                | 3 000 000 $    | Atthaya Thitikul (5)  | 62          |
| 25/05/2025 | Riviera Maya Open, Mexique                              |                | 2 500 000 $    | Chisato Iwai          | 19          |
| 01/06/2025 | Open américain, Wisconsin                               | Tournoi majeur | 12 000 000 $   | Maja Stark            | 100         |
| 08/06/2025 | ShopRite LPGA Classic, New Jersey                       |                | 1 750 000 $    | Jennifer Kupcho       | 31          |
| 15/06/2025 | Meijer LPGA Classic, Michigan                           |                | 3 000 000 $    | Carlota Ciganda       | 40          |
| 22/06/2025 | Championnat de la LPGA, Texas                           | Tournoi majeur | 12 000 000 $   | Minjee Lee            | 100         |
| 29/06/2025 | Dow Championship, Michigan                              |                | 3 300 000 $    | Im Jin-hee Lee So-mi  |             |
| 13/07/2025 | Championnat Amundi Evian, France                        | Tournoi majeur | 8 000 000 $    | Grace Kim             | 100         |
| 27/07/2025 | Open écossais, Écosse                                   |                | 2 000 000 $    |                       |             |
| 03/08/2025 | Open britannique, pays de Galles                        | Tournoi majeur | 9 500 000 $    |                       | 100         |
| 17/08/2025 | Portland Classic, Oregon                                |                | 2 000 000 $    |                       |             |
| 24/08/2025 | Omnium du Canada, Canada                                |                | 2 750 000 $    |                       |             |
| 31/08/2025 | FM Global Championship, Massachusetts                   |                | 4 100 000 $    |                       |             |
| 14/09/2025 | Kroger Queen City Championship, Ohio                    |                | 2 000 000 $    |                       |             |
| 21/09/2025 | Walmart NW Arkansas Championship, Arkansas              |                | 3 000 000 $    |                       |             |
| 04/10/2025 | Lotte Championship, Hawaï                               |                | 3 000 000 $    |                       |             |
| 12/10/2025 | Buick LPGA Shanghai, Chine                              |                | 2 200 000 $    |                       |             |
| 19/10/2025 | BMW Ladies Championship, Corée du Sud                   |                | 2 300 000 $    |                       |             |
| 02/11/2025 | Maybank Championship, Malaisie                          |                | 3 000 000 $    |                       |             |
| 09/11/2025 | Toto Japan Classic , Michigan                           |                | 2 100 000 $    |                       |             |
| 16/11/2025 | The Annika, Floride                                     |                | 3 250 000 $    |                       |             |
| 23/11/2025 | CME Group Tour Championship, Floride                    |                | 11 000 000 $   |                       |             |

## Classements saison 2025

### Tableau des gains («Money list»)
| Cla. | Golfeurs     | Gains | Victoires | Top-10 | Top-25 | Nbre de tournois joués |
| ---- | ------------ | ----- | --------- | ------ | ------ | ---------------------- |
| 1    | Pays inconnu |       |           |        |        |                        |
| 2    | Pays inconnu |       |           |        |        |                        |
| 3    | Pays inconnu |       |           |        |        |                        |
| 4    | Pays inconnu |       |           |        |        |                        |
| 5    | Pays inconnu |       |           |        |        |                        |